# Гуљонези
Гуљонези (итал. Guglionesi) је насеље у Италији у округу Кампобасо, региону Молизе.
Према процени из 2011. у насељу је живело 4844 становника. Насеље се налази на надморској висини од 323 м.

## Становништво
| 1936. | 1951. | 1961. | 1971. | 1981. | 1991. | 2001. | 2011. |
| ----- | ----- | ----- | ----- | ----- | ----- | ----- | ----- |
| 6.910 | 8.007 | 6.731 | 5.821 | 5.758 | 5.464 | 5.156 | 5.449 |